# Fausta (dama)
Fausta, en llatí Fausta, fou una dama romana que apareix a diverses monedes amb la imatge i la llegenda FAUSTA N. F., i a la cara del darrere una estrella dins d'unes branques de llorer i a sota les lletres TSA. Les inicials N.F. corresponen a Nobilissima Femina. No està establert qui era aquesta Fausta i la candidata més probable seria la primera dona de l'emperador Constantí el Gran, ja que les monedes corresponen al seu temps, i tenen una semblança clara amb les monedes d'Helena Flàvia Júlia, filla de Constantí.